# Детерминатив
Детерминативът е идеограма в логографските писмености, обозначаваща семантична категория, пояснявайки значението на съседен символ.
По правило детерминативите не се произнасят в говоримата реч, макар че могат да произлизат от символи на действителни думи. Например, при египетските йероглифи детерминативите включват символи за божества, хора, части на тялото, животни, растения, абстрактни концепции и други, които помагат за разбирането на писания текст, но не се произнасят. Подобна функция имат радикалите в китайската писменост, които обаче често са слети с поясняваната дума в общ символ.